# Romualdas Požerskis
Romualdas Požerskis (* 7. Juli 1951 in Vilnius) ist ein litauischer Fotograf und Professor.

## Leben
Nach dem Abitur von 1957 bis 1969 an der 8. Mittelschule Kaunas absolvierte er von 1969 bis 1975 das Diplomstudium an der Elektrotechnik-Fakultät am Kauno politechnikos institutas in Kaunas. Von 1975 bis 1980 arbeitete er in der Abteilung Kaunas von Lietuvos fotografijos meno draugija. Seit 1976 ist er Mitglied von Lietuvos fotomenininkų sąjunga. Von 1993 bis 2011 lehrte er als Lektor an der Vytauto Didžiojo universitetas. Seit 2011 ist er Professor.
Požerskis ist verheiratet und hat zwei Kinder.

## Auszeichnungen
- 1990: Litauischer Nationalpreis für Kultur und Kunst
- 2004:  Herder-Preis von Alfred Toepfer Stiftung F. V. S.
- 2005: Orden für Verdienste um Litauen, Riterio kryžius
- 2009: Balys-Buračas-Preis vom Kulturministerium Litauens

## Ehrungen
- 1994: Ehrenfotograf  (AFIAP), Fédération Internationale de l’Art Photographique
- 1989: Verdienter Kunstmitarbeiter Litauens